# Montaione
Montaione és un comune (municipi) de la ciutat metropolitana de Florència, a la regió italiana de la Toscana, situat uns 35 km al sud-oest de Florència. L'1 de gener de 2018 tenia 3.638 habitants.

## Història
La frazione de Filicaja va ser el punt de partida d'Antonio da Filicaja per a la invasió de Pisa per part de la República de Florència el 1509.

## Llocs d'interès
- L'església de San Regolo alberga la "Madonna del Buonconsiglio" de Guido da Graziano (finals del segle xiii)
- Església i convent de San Vivaldo. L'església té obres atribuïdes a Giovanni della Robbia, Benedetto Buglioni, Raffaellino del Garbo i Andrea Sansovino.
- Diversos castells, entre d'altres els de:
  - Iano
  - Camporena, destruït pels florentins el 1329.
  - Vignale
  - Collegalli, ara una vila patricia.
  - Figline, conegut des del segle xii. És propietat de la família Filicaja.
  - Pozzolo, conegut des del segle xi. Conté murals de Giuseppe Bezzuoli i Augustus Wallis.
  - Barbialla, propietat a l'edat mitjana de les famílies dels carolingis i Della Gherardesca, i més tard dels bisbes de Volterra, la comuna de San Miniato, la República de Florència i la República de Pisa.
  - Castelfafi, suposadament fundat pels llombards al segle viii. Va ser una possessió dels Della Gherardesca i després dels bisbes de Volterra. Posteriorment va ser adquirida pels Caetani. En 1554 va ser saquejat per les tropes de Piero Strozzi.
  - Tonda
  - Sughera
  - Scopeto
  - Santo Stefano